# Bathyraja shuntovi
Bathyraja shuntovi е вид хрущялна риба от семейство Arhynchobatidae.

## Разпространение и местообитание
Видът е разпространен в Нова Зеландия.
Среща се на дълбочина от 300 до 1470 m, при температура на водата от 3,1 до 8,7 °C и соленост 34,3 – 34,6 ‰.

## Описание
На дължина достигат до 1,4 m.